# Montero (Huesca)
Montero es una pardina aragonesa del municipio de la Fueva, en la comarca del Sobrarbe y provincia de Huesca. Actualmente se encuentra despoblada.
Montero es una única casa, que se acompaña de una borda y un horno para el pan. Se encuentra cerca del valle del Cinca, en un mirador de la sierra de Muro de Roda a los pies del tozal donde se ubica ese pueblo fortificado. La pardina se encontra cerca del camino que, surgiendo de la aldea de La Corona, marcha oblicuo en sentido suroeste por la bajada hacia el embalse de Mediano y termina en Arasanz. Justo enfrente de Montero, a pocos cientos de metros, se encuentran las tierras del pueblo de La Lecina.
Junto con algunas otras pardinas de los alrededores y con los pueblos de Ministerio, Arasanz, Muro de Roda y Humo de Muro, fue parte del municipio de Muro de Roda hasta su absorción en La Fueva en la década de 1960.